# Eric Dickerson
Eric Demetric Dickerson (Sealy, 2 settembre 1960) è un ex giocatore di football americano statunitense che ha giocato nel ruolo di running back nella National Football League (NFL) per undici stagioni durante gli anni ottanta e novanta. Dickerson al college giocò a football per la Southern Methodist University venendo premiato come All-American. Fu scelto come secondo assoluto nel Draft NFL 1983 e giocò come professionista per Los Angeles Rams, Indianapolis Colts, Los Angeles Raiders e Atlanta Falcons nella NFL. Nel corso della sua carriera corse oltre 13.000 yard. Detiene il record NFL con 2.105 yard corse nella stagione 1984.

## Carriera universitaria
Al college, Dickerson giocò a football alla Southern Methodist University, dove sotto la guida dell'allenatore Ron Meyer si mise in luce come running back ed ottenne statistiche di rilievo, pur dividendo il ruolo con Craig James. Con 4.450 yard guadagnate in 790 portate, Dickerson batté entrambi i record della Southwest Conference detenuti da Earl Campbell e con i 48 touchdown realizzati eguagliò quello della SMU di Doak Walker.

## Carriera professionistica

### Los Angeles Rams

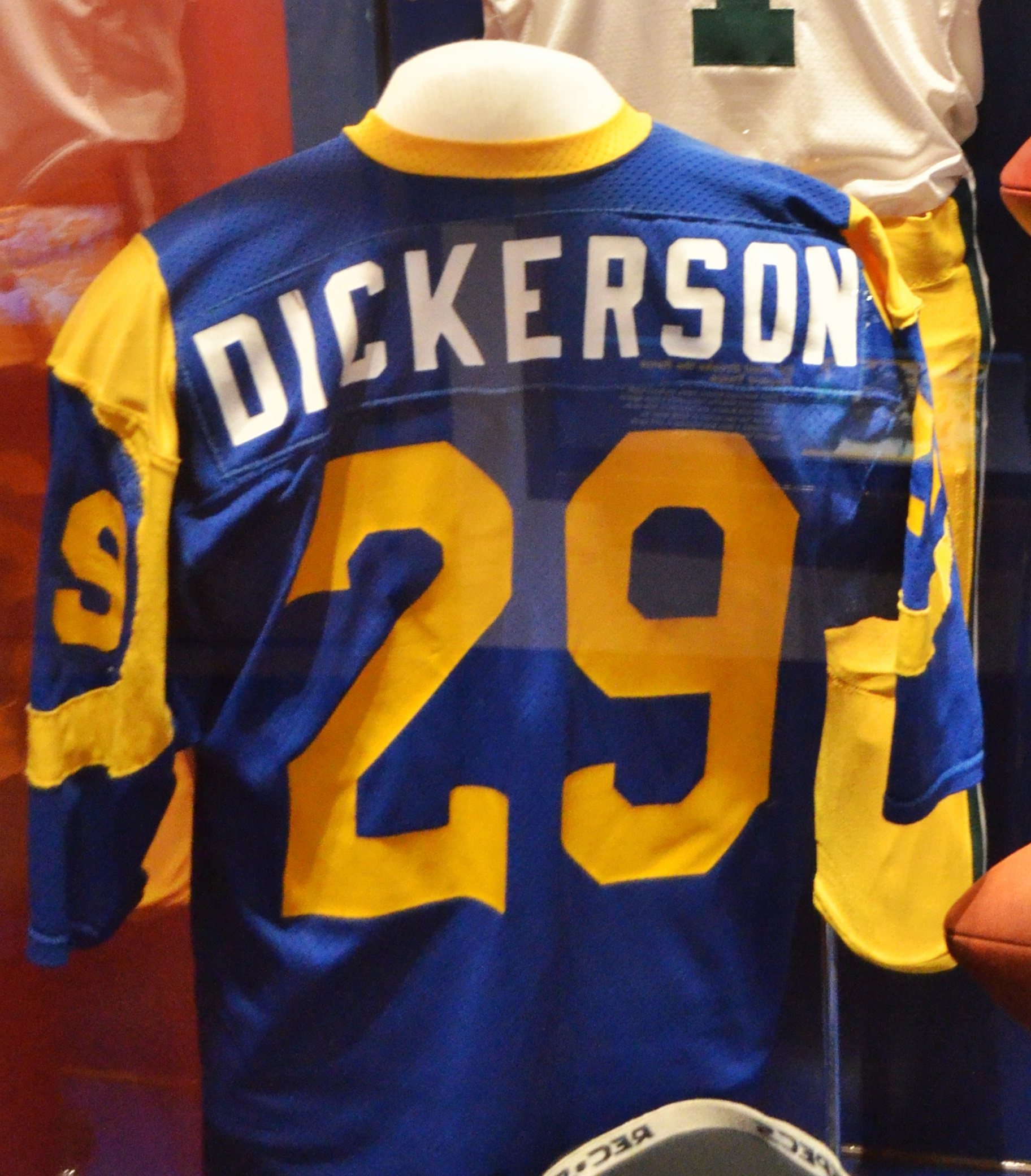
La maglia di Dickerson in mostra alla Pro Football Hall of Fame a Canton, Ohio.

Dopo avere considerato di firmare con i Los Angeles Express della United States Football League, Dickerson optò per giocare nella National Football League, venendo scelto come secondo assoluto nel Draft NFL 1983 dai Los Angeles Rams. Vi trovò successo immediato, stabilendo i record per un rookie per corse tentate (390), yard su corsa (1.808) e touchdown su corsa (18), oltre ad altri due touchdown su ricezione. Per queste sue prestazioni fu inserito nella formazione ideale della stagione All-Pro, convocato per il Pro Bowl e premiato come rookie offensivo dell'anno.
Nella sua seconda stagione, Dickerson continuò a stabilire primati, divenendo il secondo giocatore della storia a oltrepassare le 2.000 yard corse in una stagione. Per dodici volte nel 1984 corse più di cento yard, superando il primato di gare di O.J. Simpson. Le sue 2.105 yard corse batterono anch'esse il record di Simpson della stagione 1973 di 2.003 yard (Dickerson aveva corso 2.007 yard a una gara dal termine), ma dal momento che nel 1978 la lega aveva portato il calendario da 14 a 16 partite, egli beneficiò di due partite in più. Tale record rimane imbattuto e nessun giocatore ha mai più superato quota 2.100 yard. Il giocatore che più si è avvicinato è stato Adrian Peterson nel 2012 con 2.097 yard. Con le sue 5,6 yard medie per corsa, Dickerson nel 1984 portò i Rams alla qualificazione ai playoff.

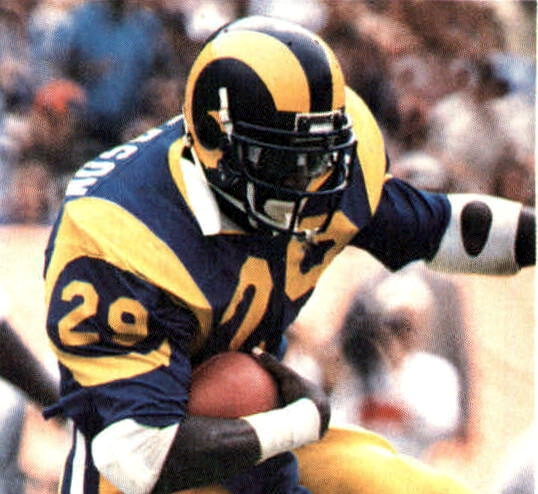
Dickerson in una partita contro i Raiders

Anche se corse per 1.234 yard nel 1985, avendo perso le prime due partite per una disputa contrattuale, per la prima volta non fu convocato per il Pro Bowl nella sua breve carriera nella NFL. Quell'anno nei playoff corse un record NFL per la post-season di 248 yard contro i Dallas Cowboys.

### Indianapolis Colts
La stagione 1985 segnò l'inizio di una serie di liti contrattuali tra Dickerson e i Rams. Nel 1987, dopo avere disputato solo tre partite con Los Angeles nella stagione accorciata per sciopero, il giocatore fu scambiato con gli Indianapolis Colts in una dei più grandi scambi della storia della lega. Con la presenza di tre squadre coinvolte, i Colts scambiarono il linebacker Cornelius Bennett, che avevano scelto nel draft ma con cui non erano riusciti a pervenire a un accordo sul contratto, coi Buffalo Bills per una scelta del primo giro del 1988, la scelte del primo e secondo giro del draft 1989 e il running back Greg Bell. I Colts in cambio spedirono Bell e le tre scelte ricevute da Buffalo più le loro scelte del primo e secondo giro del 1988, la seconda del 1989 e il running back Owen Gill ai Rams per Dickerson. Con tali scelte, i Rams selezionarono il running back Gaston Green, wide receiver Aaron Cox, linebacker Fred Strickland, il running back Cleveland Gary, il linebacker Frank Stams e il defensive back Darryl Henley. Los scambiò riunì Dickerson con Ron Meyer, che aveva lasciato SMU dopo la terza stagione di Dickerson per allenare i New England Patriots ed era stato assunto dai Colts nel 1986 dopo il licenziamento di Rod Dowhower.
Anche se giocò in sole nove gare coi Colts quell'anno, riuscì comunque a correre 1.011 yard, terminando la stagione a quota 1.288. Inoltre guidò i Colts a una corsa nel finale di stagione che permise loro di ottenere la prima stagione con un record positivo (e la prima qualificazione ai playoff) negli ultimi dieci anni.
Nel 1988, Dickerson, con 1.659 yard corse, divenne il primo Colt a guidare la NFL in yard corse da Alan Ameche nel 1955. Questo fu il punto più alto della carriera di Dickerson coi Colts (anche se corse altre 1.311 yard nel 1989). Inoltre, il 1989 fu l'anno in superò le 10.000 yard corse in carriera, il più veloce di tutti i tempi a riuscirvi (91 gare), meglio di giocatori del calibro di Jim Brown (98 gare), Barry Sanders (103 gare), Emmitt Smith (106 gare) e LaDainian Tomlinson (106 gare). Nel 1989 stabilì anche il record NFL con la settima stagione consecutiva da oltre mille yard corse, guidando la lega in quattro di esse.
Ad ogni modo, infortuni, nuove dispute contrattuali e sospensioni caratterizzarono i suoi ultimi due anni coi Colts. Dickerson, all'età di 29 anni, era il running back più pagato della NFL, con un salario annuale di 1,4 milioni di dollari. A seguito delle sue prolungate lamentele, i Colts, ormai stanchi, lo inserirono nella lista dei giocatori inattiva prima della partenza della stagione 1990, dove rimase per sette settimane e perse 600.000 dollari di stipendio. Nella sua sesta gara di ritorno dalla sospensione, corse contro i Cincinnati Bengals 143 yard su 22 tentativi, superando Jim Brown al terzo posto nella classifica dei maggior corridori di tutti i tempi, dietro solamente a Walter Payton e Tony Dorsett. Fu nuovamente sospeso nel novembre 1991 e, tra gli infortuni e l'avanzare dell'età, corse solo 536 yard quell'anno, mentre i Colts terminarono col peggior record della lega, 1-15.

### Ultimi anni
Il 26 aprile 1992, Dickerson fu scambiato coi Los Angeles Raiders per le loro scelte del quarto e dell'ottavo giro del Draft NFL 1992. Con essi ebbe occasionali prove di brillantezza, 107 yard corse contro i Broncos, 103 contro i Chargers, dove fece registrare rispettivamente la sua 63ª e 64ª gara da cento yard, le ultime due della carriera. Dickerson segnò anche un touchdown su una corsa da 40 yard, ricordando le azioni della sua giovinezza, nel Monday Night Football in diretta nazionale contro i Kansas City Chiefs. Quell'anno guidò la squadra in corse tentate e yard corse.
La stagione successiva, Dickerson fu scambiato con gli Atlanta Falcons il 7 luglio 1993 per una scelta del sesto giro. Vi giocò come riserva, facendo la sua ultima apparizione in diretta nazionale nel Monday Night del 27 settembre 1993 in cui i Falcons ospitarono i Pittsburgh Steelers. I Falcons scambiarono Dickerson e il cornerback al terzo anno Bruce Pickens coi Green Bay Packers per il running back John Stephens il 13 ottobre 1993.
Lo scambio giunse una settimana dopo a quando a Dickerson era stato detto che i Falcons avevano intenzione di svincolarlo perché l'allenatore Jerry Glanville voleva puntare su giocatori più giovani. Il giorno successivo, i dirigenti dei Falcons dissero che c'era stato un fraintendimento e che Dickerson non avrebbe dovuto essere svincolato. Il giocatore si ritirò in quel momento come il secondo miglior corridore di tutti i tempi dopo non avere superato le visite mediche coi Packers.

## Palmarès

### Individuale
- Miglior giocatore offensivo dell'anno della NFL: 1

1986
- Convocazioni al Pro Bowl: 6

1983, 194, 1986, 1987, 1988, 1989
- First-Team All-Pro: 5

1983, 1984, 1986, 1987, 1988
- Rookie offensivo dell'anno - 1983
- Giocatore offensivo dell'anno della NFC: 1

1984
- Leader della NFL in yard corse: 4

1983, 1984, 1986, 1988
- Leader della NFL in touchdown su corsa: 1

1984
- PFWA All-Rookie Team - 1983
- Formazione ideale della NFL degli anni 1980
- Formazione ideale del 40º anniversario dei Los Angeles Rams
- Club delle 2.000 yard corse in una stagione
- Club delle 10.000 yard corse in carriera
- Formazione ideale del 100º anniversario della National Football League
- Classificato al numero 52 tra i migliori cento giocatori di tutti i tempi da NFL.com
- Numero 29 ritirato dai Rams
- Pro Football Hall of Fame (Classe del 1999)
- St. Louis Football Ring Of Fame (Classe del 1999)
- Indianapolis Colts Ring of Honor (Classe del 2013)

## Statistiche
| Anno     | Squadra            | Gare | Ten.  | Yard   | Media | TD  |
| -------- | ------------------ | ---- | ----- | ------ | ----- | --- |
| 1983     | Los Angeles Rams   | 16   | 390   | 1,808  | 4.6   | 18  |
| 1984     | Los Angeles Rams   | 16   | 379   | 2,105  | 5.6   | 14  |
| 1985     | Los Angeles Rams   | 14   | 292   | 1,234  | 4.2   | 12  |
| 1986     | Los Angeles Rams   | 16   | 404   | 1,821  | 4.5   | 11. |
| 1987     | Los Angeles Rams   | 3    | 60    | 277    | 4.6   | 1   |
| 1987     | Indianapolis Colts | 9    | 223   | 1,011  | 4.5   | 5   |
| 1988     | Indianapolis Colts | 16   | 388   | 1,659  | 4.3   | 14  |
| 1989     | Indianapolis Colts | 15   | 314   | 1,311  | 4.2   | 7   |
| 1990     | Indianapolis Colts | 11   | 166   | 677    | 4.1   | 4   |
| 1991     | Indianapolis Colts | 10   | 167   | 536    | 3.2   | 2   |
| 1992     | L.A. Raiders       | 16   | 187   | 729    | 3.9   | 2   |
| 1993     | Atlanta Falcons    | 4    | 26    | 91     | 3.5   | 0   |
| Carriera |                    | 146  | 2,996 | 13,259 | 4.4   | 90  |

### Record NFL
- Maggior numero di yard corse in una stagione da rookie - 1808 nel 1983
- Maggior numero di yard corse in una stagione - 2105 nel 1984
- Giocatore più veloce a raggiungere le 2.000 yard corse - 18 partite
- Giocatore più veloce a raggiungere le 3.000 yard corse - 27 partite
- Giocatore più veloce a raggiungere le 4.000 yard corse - 33 partite
- Giocatore più veloce a raggiungere le 5.000 yard corse - 45 partite
- Giocatore più veloce a raggiungere le 6.000 yard corse - 53 partite
- Giocatore più veloce a raggiungere le 7.000 yard corse - 63 partite
- Giocatore più veloce a raggiungere le 8.000 yard corse - 73 partite
- Giocatore più veloce a raggiungere le 9.000 yard corse - 82 partite
- Giocatore più veloce a raggiungere le 10.000 yard corse - 91 partite
- Giocatore più veloce a raggiungere le 11.000 yard corse - 103 partite
- Giocatore più veloce a raggiungere le 1.000 yard dalla linea di scrimmage - 7 partite
- Giocatore più veloce a raggiungere le 2.000 yard dalla linea di scrimmage - 14 partite
- Giocatore più veloce a raggiungere le 4.000 yard dalla linea di scrimmage - 30 partite- condiviso con Edgerrin James
- Giocatore più veloce a raggiungere le 7.000 yard dalla linea di scrimmage - 55 partite
- Giocatore più veloce a raggiungere le 8.000 yard dalla linea di scrimmage - 64 partite